# Pyrinia reflectaria
Pyrinia reflectaria es una especie de polilla de la familia Geometridae. La especie fue descrita por primera vez por Francis Walker habiendo sido descrita en 1860, con distribución en el estado de Amazonas, Brasil.